# Adonis Ajeti
Adonis Ajeti (Basilea, 26 de febrero de 1997) es un futbolista suizo. Juega de defensor y su equipo es el F. C. Rapperswil-Jona de la Promotion League.
Es hermano de los también futbolistas Albian Ajeti y Arlind Ajeti.

## Clubes
| Club                   | País  | Año       |
| ---------------------- | ----- | --------- |
| F. C. Wil              | Suiza | 2016-2017 |
| F. C. St. Gallen       | Suiza | 2017-2021 |
| F. C. Chiasso (cedido) | Suiza | 2018-2019 |
| F. C. Rapperswil-Jona  | Suiza | 2023-     |